# Pedro Severino
Pour les articles homonymes, voir Severino.
Pedro Severino De León (né le 20 juillet 1993 à Bonao, Monseñor Nouel, République dominicaine) est un receveur des Padres de San Diego de la Ligue majeure de baseball.

## Carrière
À l'adolescence, Pedro Severino évolue comme lanceur, joueur de troisième but et voltigeur en République dominicaine. Il ne joue pour la première fois qu'à l'âge de 15 ans à la position qui sera par la suite la sienne, celle de receveur, à la demande d'un entraîneur. Après avoir retiré en tentative de vol un coureur adverse, le même entraîneur lui demande de prendre le poste de receveur au cours des matchs suivants. Quatre mois plus tard, Severino, âgé de 16 ans, signe son premier contrat professionnel avec les Nationals de Washington de la Ligue majeure de baseball. L'entente lui rapporte 55 000 dollars US.
Il amorce sa carrière professionnelle en 2011 aux États-Unis avec un club affilié aux Nationals dans les ligues mineures. Il passe directement aux majeures après une saison 2015 passée chez les Senators de Harrisburg, le club-école de niveau Double-A des Nationals. À ce moment, il est considéré comme un joueur prometteur pour Washington, ayant retiré 38 pour cent des coureurs adverses en tentative de vol dans les mineures entre 2011 et 2015.
Il fait ses débuts dans le baseball majeur avec les Nationals le 20 septembre 2015 face aux Marlins de Miami et, à son premier passage au bâton, réussit un double aux dépens du lanceur José Ureña.